# 美国民谣

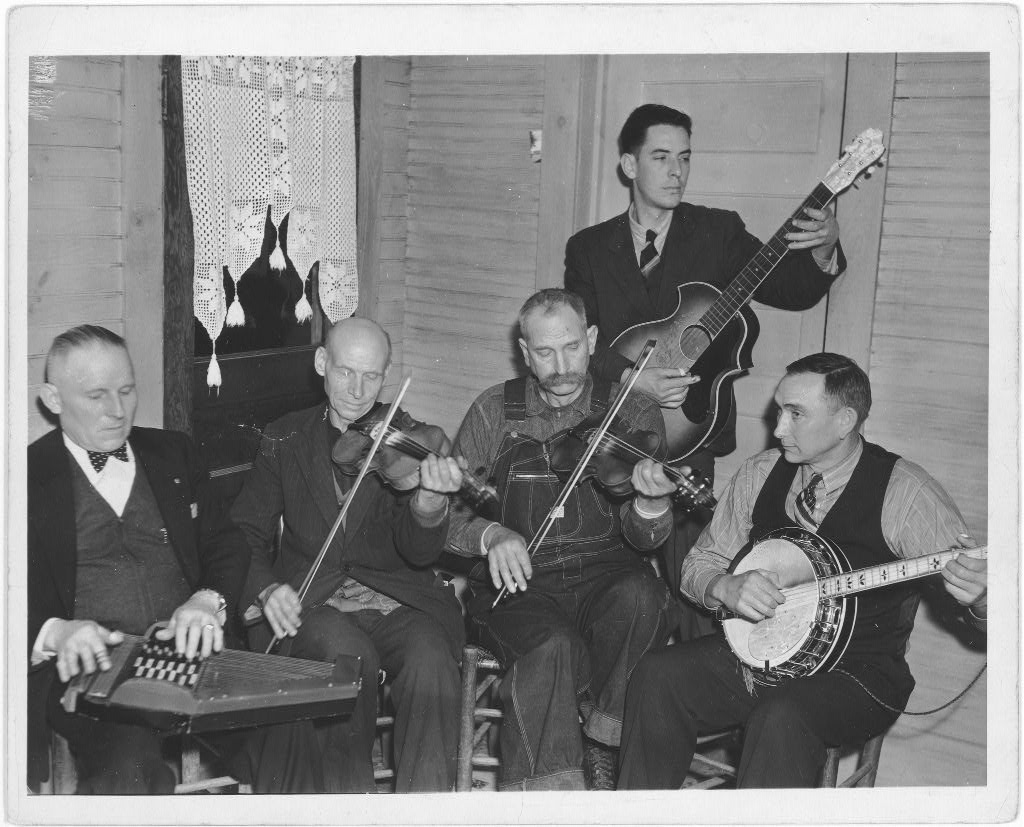
1937年一个弗吉尼亚民谣乐团

美国民谣（英語：American folk music），有時也被叫做“根音乐（Roots music）”，是一个广泛范围概念，其中包括蓝草音乐、乡村音乐、福音音乐、舊時代音樂、水壺樂團、阿帕拉契民間音樂、蓝调、印地安音樂和北美土著原住民音樂。此音乐冠以“美国的”，一方面因为其出于美国，另一方面尽管原来源于外域，但其后來发展于美国；之所以稱為“根音乐”，是因為後續在美國發展出來的諸如摇滚、节奏藍調和爵士乐等風格，皆以此為根基。
美國民間音樂一詞，涵蓋眾多音樂流派，各種稱為傳統音樂、傳統民間音樂、當代民間音樂或根音樂。許多傳統歌曲已經在同一個家庭或民間團體內傳世幾代，有時會追溯到英國、歐洲或非洲等地。音樂家邁克·西格曾經評論說，美國民間音樂的定義是“......所有符合裂痕的音樂”。